# Křížová cesta (Příbor)
Křížová cesta v Příboře v okrese Nový Jičín v Moravskoslezském kraji je v centru města u farního kostela Narození Panny Marie. Patří také do pohoří Příborské pahorkatiny, geomorfologického podcelku Podbeskydské pahorkatiny.

## Historie
Křížovou cestu tvoří 14 zděných výklenkových kapliček, umístěných kolem vnitřní strany ohradní zdi bývalého hřbitova u farního kostela Narození Panny Marie. Na kapličkách jsou nápisy. Jejich plátěné obrazy byly roku 1887 nahrazeny keramickými reliéfy. Ty modeloval Vojtěch Mottl, profesor příborského německého gymnázia, vypáleny byly v Neusserově továrně v Klokočově.
Kapličky pocházejí ze 2. poloviny 19. století. Půdorys kapliček je půlkruhový, v mělkých nikách rámovaných dvojicí iónských pilastrů jsou keramické reliéfy „Křížové cesty“ z roku 1887.

Křížová cesta je spolu s kostelem a dalšími stavbami a sochami chráněna jako nemovitá Kulturní památka České republiky.

## Galerie

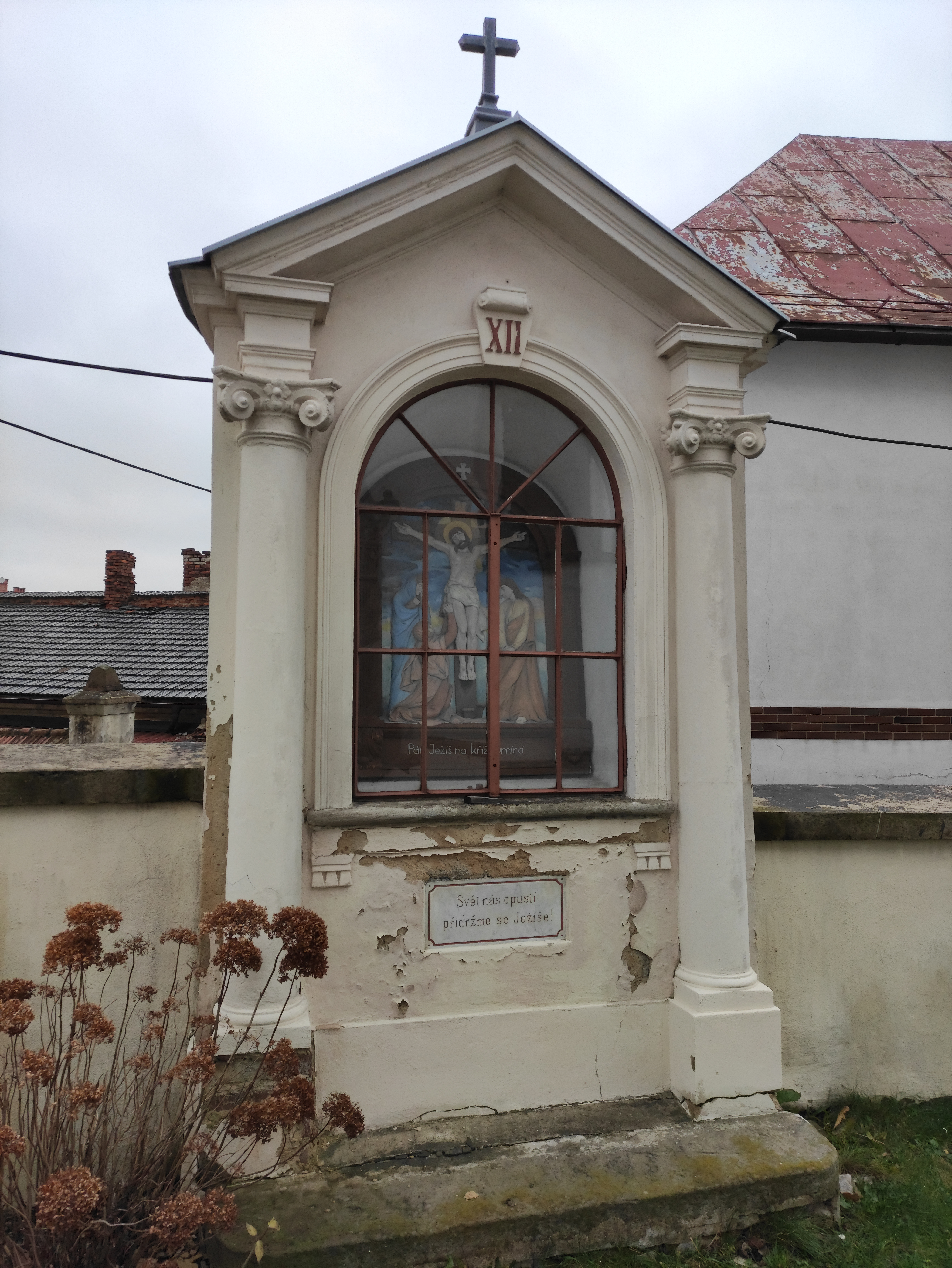
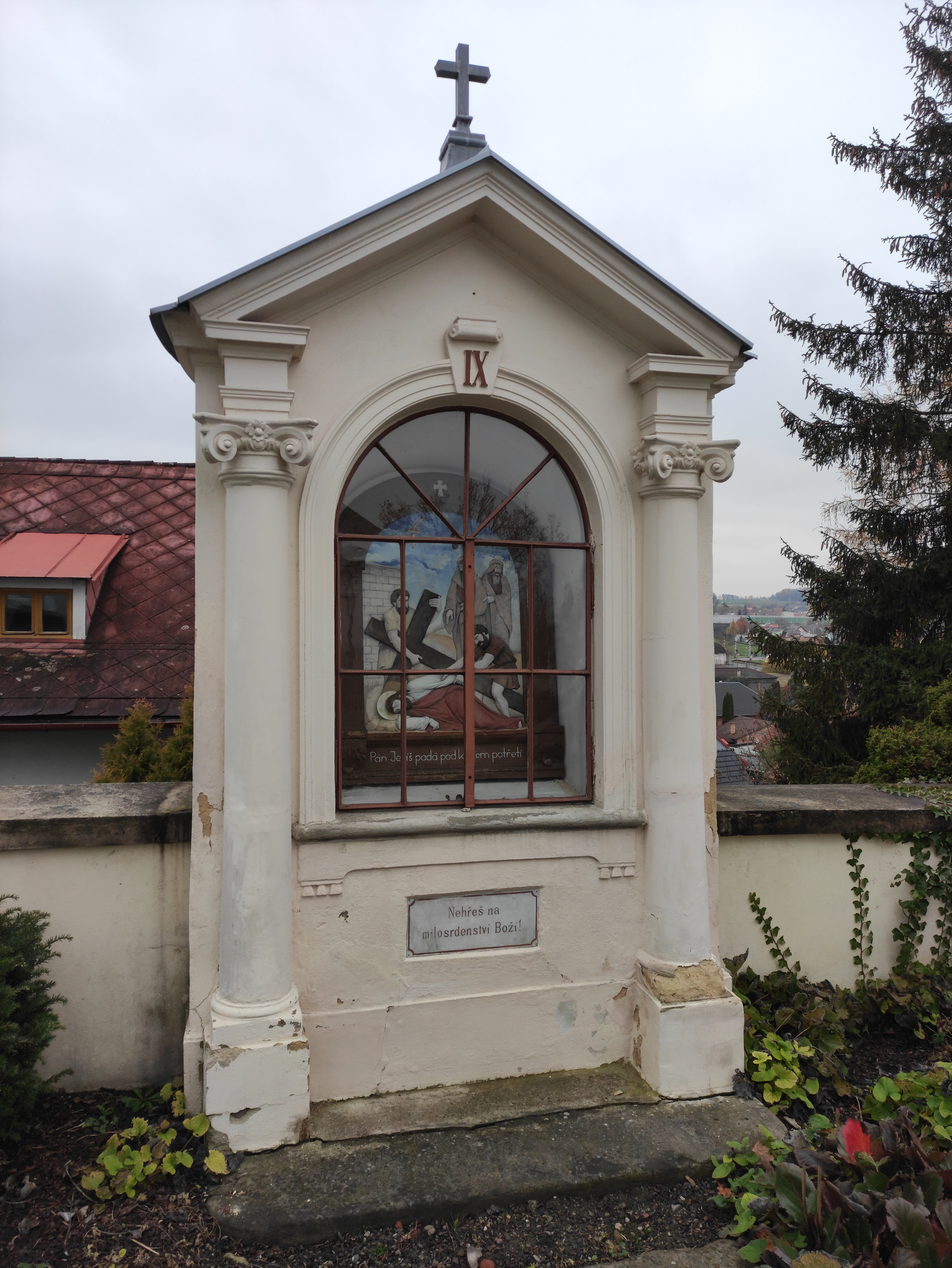
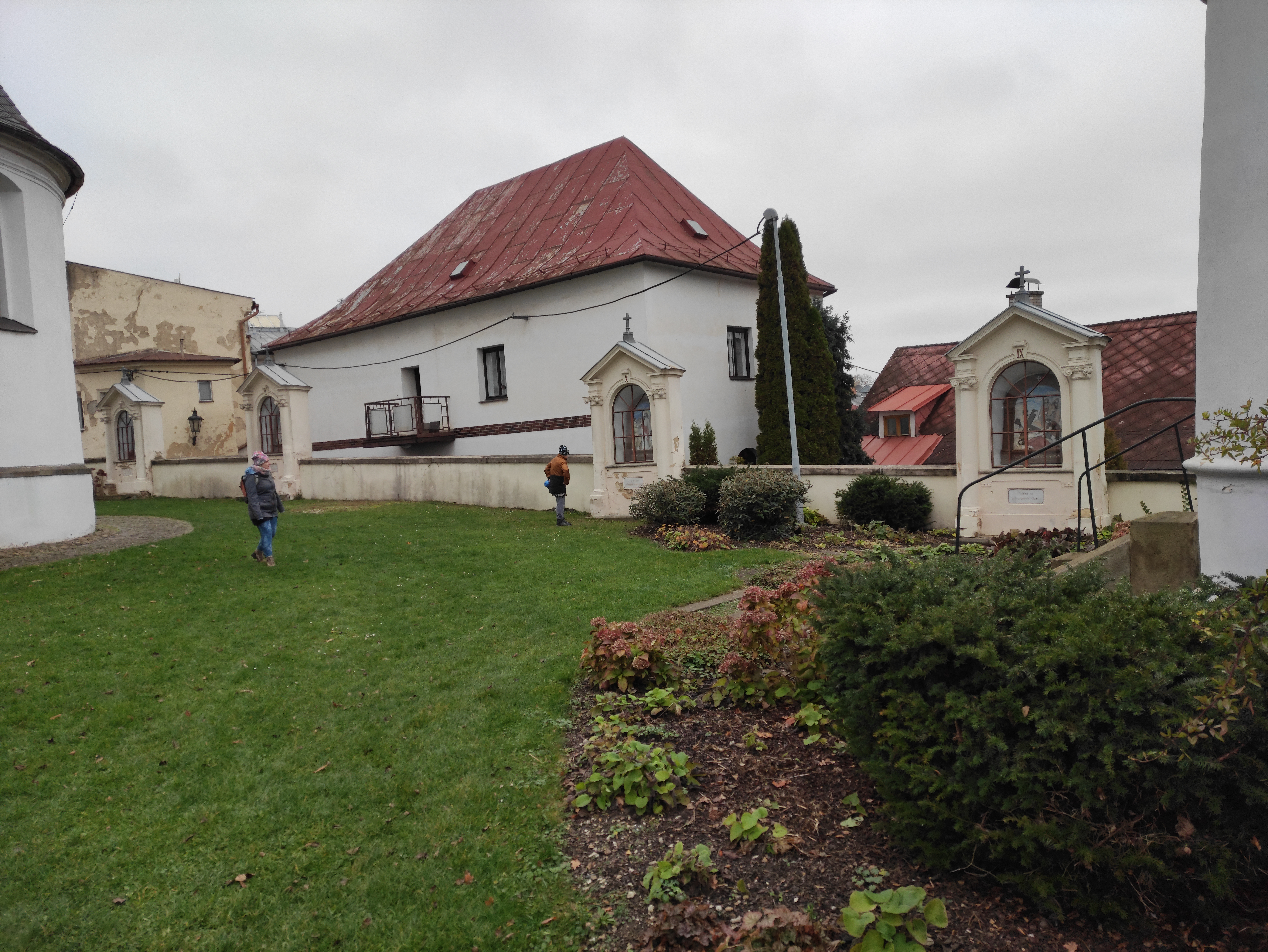